# 三井脩
三井 脩（みつい おさむ、1923年〈大正12年〉3月15日 - 1992年〈平成4年〉8月11日）は、日本の内務・警察官僚。第10代警察庁長官、日本道路交通情報センター理事長。位階は正三位。

## 経歴
熊本県出身。旧制大阪高等学校卒。1943年12月、佐世保第二海兵団（相浦）に入団。1944年、東京帝国大学法学部を卒業。短期現役海軍主計科士官（11期）を志願。同年2月、海軍経理学校に入学し同年9月に卒業。海軍対潜学校に配属。同年12月、海軍主計少尉に任官。1945年、突撃隊（伏龍部隊）に移り終戦を迎えた。同年9月、海軍主計中尉に昇進して解員（復員）した。
1946年、内務省に入省し神奈川県に配属。以後、宮崎県総務部地方課勤務、熊本県経済部農務課勤務、国家地方警察徳島県本部警備部長、国家地方警察長崎県本部警備部長、国家地方警察本部警備部警備第一課長補佐、警察庁警備部警備第一課長補佐、警視庁第一方面本部長、山梨県警察本部長、防衛庁防衛局第二課長、警察庁警備局公安第一課長、警視庁公安部長、警視庁警務部長、同副総監、警察庁警備局長、警察庁次長などを歴任。
1981年6月、警察庁長官に就任し1984年9月まで在任した。
この間、60年安保闘争、大学闘争、土田・日石・ピース缶爆弾事件、金大中事件、連続企業爆破事件、成田空港反対闘争など、戦後公安史の重要な局面で捜査を指揮した。
退官後、日本道路交通情報センター理事長を務めた。

## 人物
- その節を曲げない強硬な態度から“公安のロベスピエール”の異名をとった[7]。
- 1960年6月14、15日に、警視庁公安一課長だった三井はブント書記長の島成郎を訪ねた。警察とデモ隊の衝突回避策を話し合うためだった。「デモ隊をコントロールしろ」と言う三井に対し、島は「何千人ものデモ隊を指揮できる活動家はお前たちが逮捕してしまったじゃないか。そんなことはできない」と返し、結局、6月15日午前に現場指揮のできる全学連幹部数人が釈放された。[8]
- 全学連元副委員長の小島弘は1958年9月にパクられたが、そのとき公安一課長の三井が取調室にきて「おお、しばらく。なんだったらゆっくり休んでいけや。食べるものは全部手配しておく」と、ブタ箱のものは美味くないから食うなという内容のことを言った。三井が警察庁長官の退官するタイミングでは、小島や篠原浩一郎が集まり屋形船で慰労会もやった。[9]